# Westerkappeln
Westerkappeln is een plaats en gemeente in de Duitse deelstaat Noordrijn-Westfalen, gelegen in de Kreis Steinfurt. De gemeente Westerkappeln telt 11.234 inwoners (31 december 2020) op een oppervlakte van 85,78 km².

## Indeling van de gemeente
Westerkappeln bestaat uit het dorp van die naam, alsmede een groot aantal Bauerschaften  (gehuchten) daaromheen. In enkele van die gehuchten zijn in de 20e eeuw kleine dorpen ontstaan. Blijkens de website van de gemeente had deze per 31 december 2019 10.913 inwoners.
In het zuiden van de gemeente, rondom de Autobahn A30 en eigenlijk al in het Teutoburger Woud, liggen Hambüren en Handarpe ten noorden, en  Velpe ten zuiden van de autosnelweg. In deze gehuchten zijn nieuwe woonwijken en bij de A30 een industrieterrein gebouwd; hun totaal aantal inwoners bedraagt ca. 2.500.
De andere gehuchten zijn: 
- Seeste (800 inwoners), ten noorden van het dorp; dicht bij het Mittellandkanaal
- Osterbeck en Westerbeck, aan de oost- respectievelijk westrand van het dorp
- Metten, ten ZW van het dorp
- Düte en Lada, direct ten O. van Velpe
- Sennlich, aan de ZO-rand van het dorp

## Ligging, verkeer, vervoer
Westerkappeln ligt in het Tecklenburger Land, en in het overgangsgebied tussen de Noord-Duitse Laagvlakte in het noorden, en het Teutoburger Woud ten zuiden van de gemeente. De nabijheid van Osnabrück, circa 12 km oostelijk van Westerkappeln, maakt dat de gemeente in velerlei opzicht sterk op die grote stad is georiënteerd. Dit ondanks het feit, dat Osnabrück in Nedersaksen en Westerkappeln zelf juist ten zuidwesten van de deelstaatgrens  in Noordrijn-Westfalen ligt.

### Aangrenzende gemeentes
| Aangrenzende gemeenten | Aangrenzende gemeenten | Aangrenzende gemeenten | Aangrenzende gemeenten | Aangrenzende gemeenten |
| ---------------------- | ---------------------- | ---------------------- | ---------------------- | ---------------------- |
| Neuenkchn. 12 km       |                        |                        |                        | Bramsche 13 km         |
|                        |                        |                        |                        |                        |
| Mettingen 7 km         | Wersen 4½ km           |                        |                        |                        |
|                        |                        |                        |                        |                        |
| Ibbenbüren 12 km       |                        | Tecklenburg 12 km      |                        | Lotte 5 km             |

### Wegverkeer
Westerkappeln ligt dicht bij Kreuz Lotte/Osnabrück, een kruising van de A1 Bremen-Keulen  en de A30 Amsterdam-Berlijn. Van afrit 13 van de A30 (Lotte), ten oosten van Velpe, rijdt men over binnenwegen in ongeveer 7½ km naar de kern van Westerkappeln.
Van Wersen, gem. Lotte, dat zeer dicht bij afrit  71 (Osnabrück Hafen) van de A1 ligt, rijdt men over een ruim 5 km lange binnenweg westwaarts naar Westerkappeln.
De Bundesstraße 65 loopt ten zuiden van het hoofddorp langs door de gemeente en verbindt deze met het bijna 10 km westwaarts liggende Ibbenbüren.

### Openbaar vervoer
Westerkappeln heeft in de buurtschap Velpe een stationnetje aan de spoorlijn Rheine-Osnabrück. Er stoppen echter alleen goederentreinen. Het spoorlijntje dat door Westerkappeln zelf loopt, de Tecklenburger Nordbahn, is alleen voor incidenteel goederenvervoer in gebruik. Verder is het een Museumseisenbahn, wat inhoudt, dat er met name in de zomer en in de weekeinden af en toe toeristische ritten worden georganiseerd met historische stoomtreinen e.d.  De gemeenten Lotte, Mettingen en  Westerkappeln zijn er voorstandsters van, deze spoorlijn weer op te knappen en voor reizigersvervoer open te stellen. Zie website van de TNB hierover:  over de tot ca. 2025 lopende plannen.
Er zijn vanuit Westerkappeln-centrum verder geregelde busverbindingen met Osnabrück en Ibbenbüren. In het buitengebied is, afgezien van scholierenbusdiensten, nagenoeg geen openbaar vervoer.

### Waterwegen
Het Mittellandkanaal loopt door het uiterste noorden van de gemeente. Westerkappeln heeft geen binnenhaven aan dit kanaal. Door de gemeente lopen verder alleen enige onbevaarbare beken van gering belang.

## Economie
De gemeente heeft nabij Ortsteil Velpe aan de A30 een groot bedrijventerrein ontwikkeld. Daar, maar ook elders in de gemeente, zijn een tamelijk groot aantal middelgrote en kleine ondernemingen gevestigd. De logistieke sector en de bouw- en aanverwante nijverheid zijn daarvan  het belangrijkst.
De gemeente is een typische woonforensengemeente. Veel inwoners pendelen dagelijks voor hun werk of studie naar Osnabrück.
De landbouw is in Westerkappeln nog van meer dan ondergeschikt belang. Ten slotte is er in de gemeente enig toerisme.

## Geschiedenis

### Westerkappeln zelf
Westerkappeln zelf ontstond in de 11e eeuw; de eerste (twijfelachtige) vermelding van bezittingen te Capellun  in een document, van de Abdij Corvey, dateert uit het jaar 816. In de 12e eeuw zou Reinhild van Riesenbeck of Reinhild van Westerkappeln, een plaatselijke heilige, hier geleefd hebben.  Haar beeltenis siert het stadswapen van Westerkappeln. In de late 12e en in de eerste helft van de 13e eeuw stond hier een kasteel, Burg Cappeln, dat na diverse twisten tussen het Graafschap Ravensberg en het Graafschap Tecklenburg in 1246 uiteindelijk aan dat laatste toeviel. Maar in 1382 werd het kasteel definitief verwoest door troepen van het Prinsbisdom Osnabrück. Het kasteel maakte plaats voor een herenhuis ( het nog bestaande Haus Cappeln), bewoond door burgmannen van de landheer, die van daaruit Westerkappeln verdedigden tegen vijanden en mede-bestuurden.
De plaats groeide in de middeleeuwen aanvankelijk voorspoedig, verkreeg marktrecht en kreeg de half-stedelijke status van wigbold, maar nooit echte stadsrechten. Hoe de cijfermatige religieuze verhoudingen (tussen katholieken en protestanten) vroeger en nu waren, is niet bekend. Westerkappeln is een van de weinige Duitse gemeenten, die dit, voor zover bekend, nooit heeft bijgehouden.
Vanaf het oprichtingsjaar 1975 tot 2003 was in een voormalige melkfabriek de productie-afdeling gesitueerd van Coppenrath & Wiese, een bekende fabriek van diepvriesgebak en een belangrijke werkgever in het dorp. Daarna verhuisde dit bedrijf naar het naburige Mettingen.

### Rondom het dorp
Westerkappeln bestaat niet alleen uit het dorp van die naam, maar ook uit een groot aantal voor Westfalen typische Bauerschaften daaromheen, groepen van min of meer historisch bij elkaar horende, sterk verspreid liggende boerderijen. Van oorsprong waren dit gehuchten zonder eigenlijke kern. De Bauerschaften vormden tot 1939 een eigen, om Westerkappeln heen liggende gemeente, Westerkappeln-Land (vergelijk het voormalige Ambt Delden in Oost-Nederland). Vooral in de 20e eeuw zijn in enkele Bauerschaften toch enige kleine dorpen ontstaan. Enerzijds door de bouw van een kerk of kapel, anderzijds door het kort na de Tweede Wereldoorlog in nieuwe woonwijken (Siedlungen) huisvesten van Heimatvertriebene, Duitse migranten uit in 1945 Pools geworden voordien Duitse landstreken. Ook Westerkappeln-dorp is, zoals zeer veel Duitse plaatsen, op die manier rond 1950 sterk gegroeid.

## Bezienswaardigheden, toerisme
- Wandelen en fietsen in het Teutoburger Woud, waar de zuidrand van de gemeente deel uitmaakt; ook meerdaagse tochten zijn mogelijk.
- golfterrein aan de A30 bij Velpe
- De gotische 12e-eeuwse evangelisch-lutherse kerk in Westerkappeln werd in 1527 en in 1534 (Münsterse wederdopers) van binnen beschadigd door beeldenstormers. Het interieur is steeds eenvoudig gebleven, omdat in het verleden ook de gereformeerden (Evangelisch- Reformierte) er gekerkt hebben.
- Watermolen Velpe: klein cultureel centrum, tevens verkoop van biologisch ter plaatse bereid brood. De molen is nog maalvaardig.
- Hunebed  Sloopsteine bei Westerkappeln, ook wel genaamd: Große Sloopsteene, enkele honderden meters over de gemeentegrens met Lotte, zie aldaar
- Düsterdieker Niederung is een vogelreservaat (een wetland in een beekdal) in het uiterste noordwesten van de gemeente.

## Partnergemeentes
- Khorixas, een stadje met 6.000 inw. in   Kunene (regio), Namibië.

Tot 2005 had Westerkappeln een jumelage met Bathmen in Nederland. Na de opname van Bathmen in de gemeente Deventer is deze jumelage beëindigd. Wel is er nog wederzijds contact tussen schietverenigingen in Westerkappeln en Bathmen.

## Beroemde en beruchte personen in relatie tot de gemeente

### Geboren
- August Miete (1 november 1908- 1987), berucht SS-er, betrokken bij massamoorden in vernietigingskamp Treblinka, pas in 1960 gearresteerd en veroordeeld

## Trivia
In 2002 moest Westerkappeln een nieuwe fontein middenin het dorp krijgen. Tegen de wens van de inwoners in, werd een kunstwerk, gemaakt door een plaatselijke beeldhouwer geplaatst. Het stelt een haas met bloemen voor.
In een gietijzeren schaal is op een cilinder, die in willekeurige richtingen kan draaien, een bronzen haas geplaatst met aluminium bloemen. In de winter is de haas door een hekwerkje afgeschermd.
De fontein, die destijds meer dan € 10.000 heeft gekost, een gift van de plaatselijke spaarbank, is omstreden; veel inwoners van Westerkappeln vinden hem lelijk of kitscherig. Sommigen laten hun afkeer van de fontein blijken, door er van tijd tot tijd wasmiddel in te strooien.

## Afbeeldingen

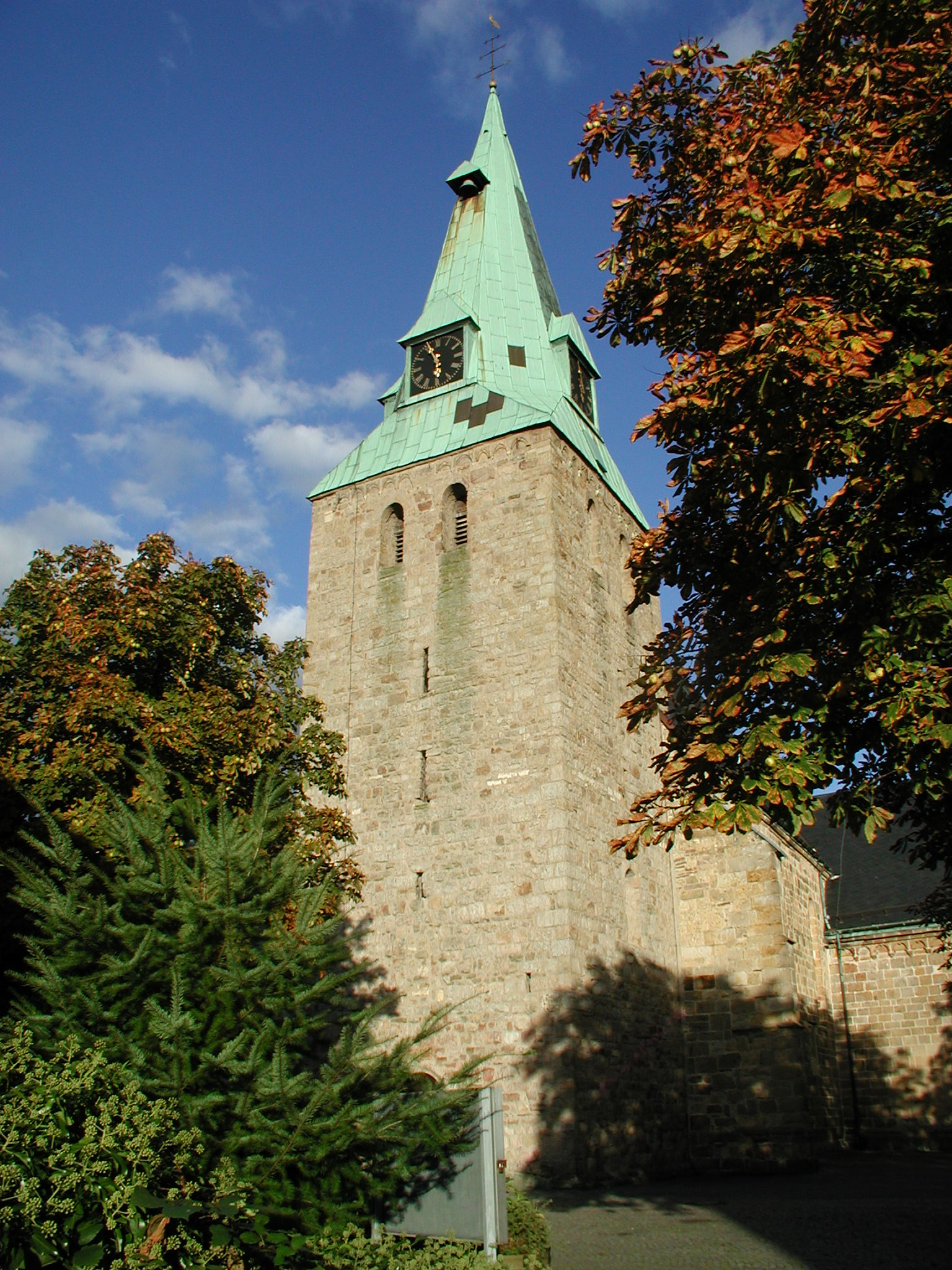
Evang.-lutherse kerk in Westerkappeln
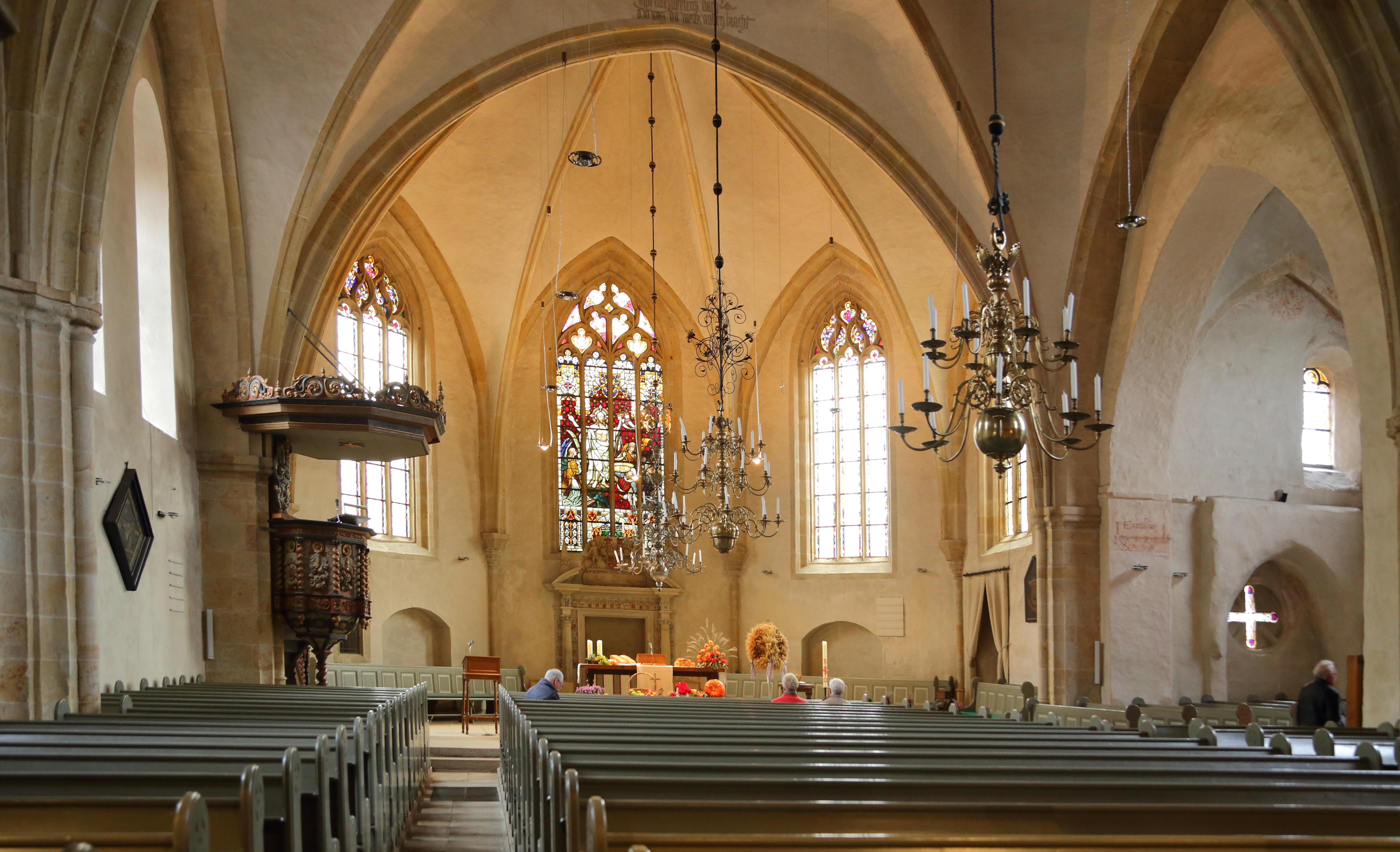
Interieur van deze kerk
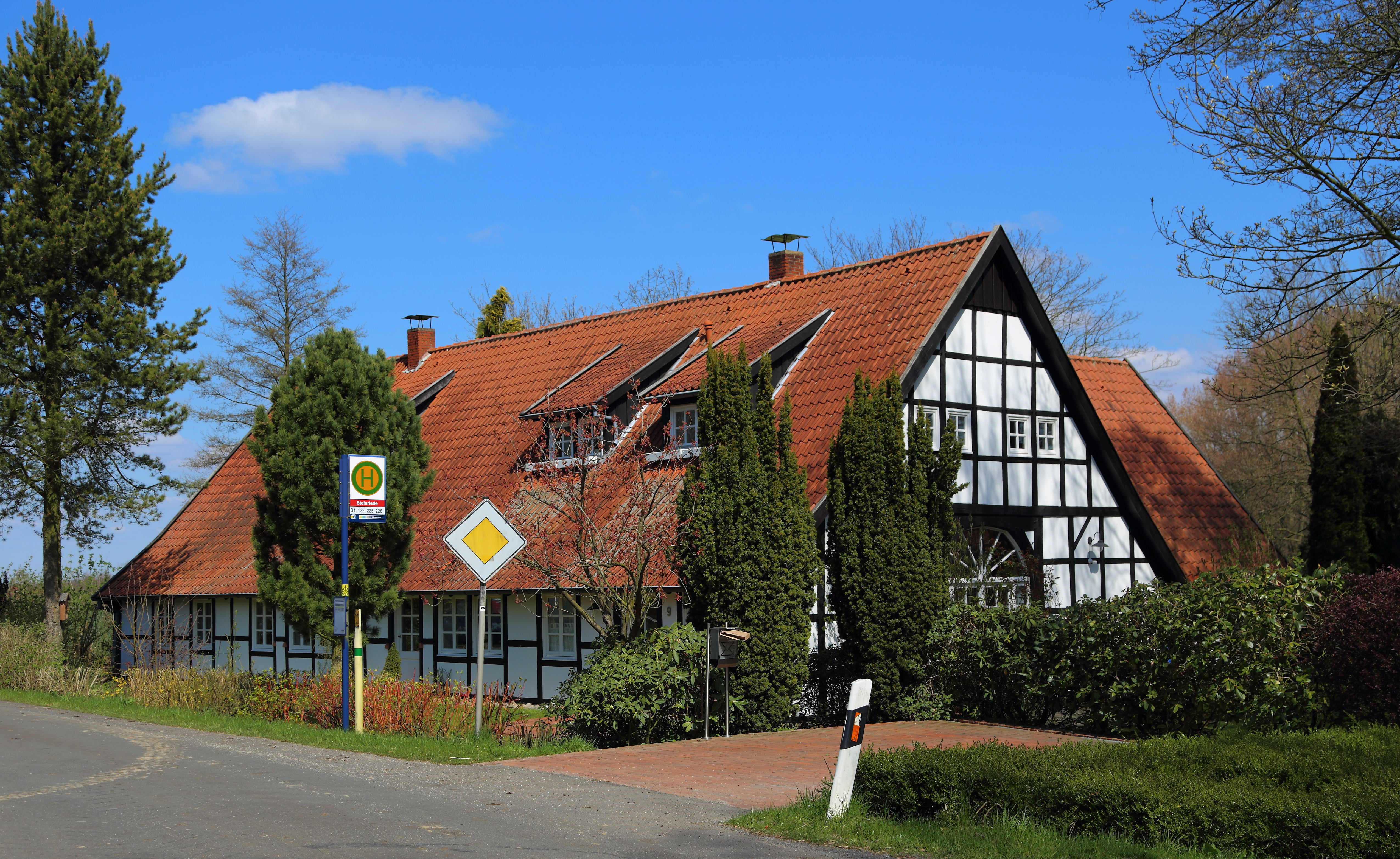
Vakwerkboerderij (1782) Mühlenweg
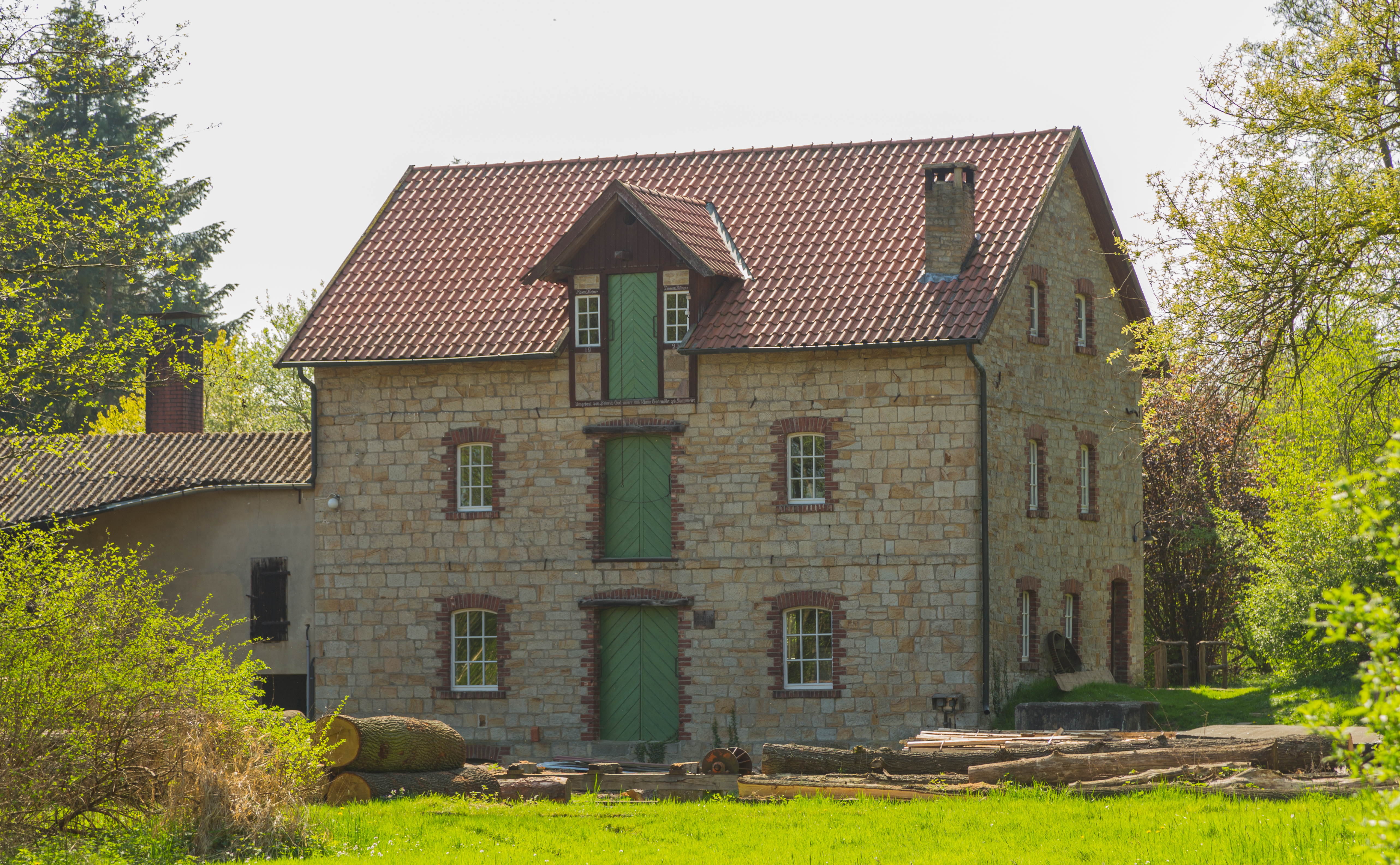
Watermolen van Velpe
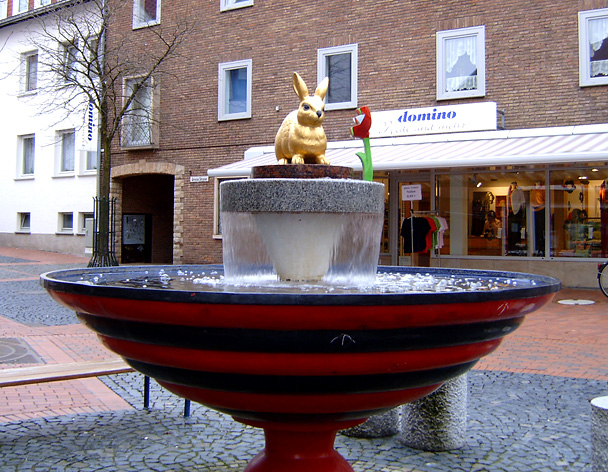
De omstreden dorpsfontein

Altenberge · Emsdetten · Greven · Hopsten · Hörstel · Horstmar · Ibbenbüren · Ladbergen · Laer · Lengerich · Lienen · Lotte · Metelen · Mettingen · Neuenkirchen · Nordwalde · Ochtrup · Recke · Rheine · Saerbeck · Steinfurt · Tecklenburg · Westerkappeln · Wettringen